# ジョージ湖 (ウガンダ)

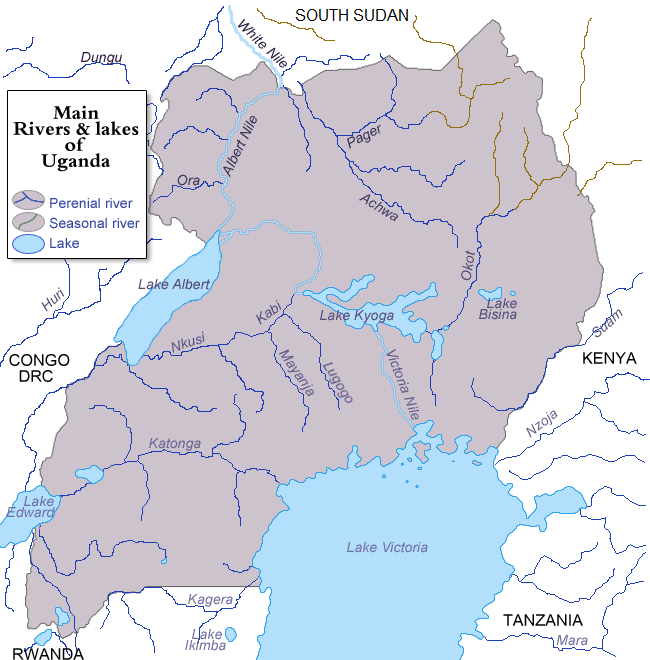
ウガンダの川と湖。

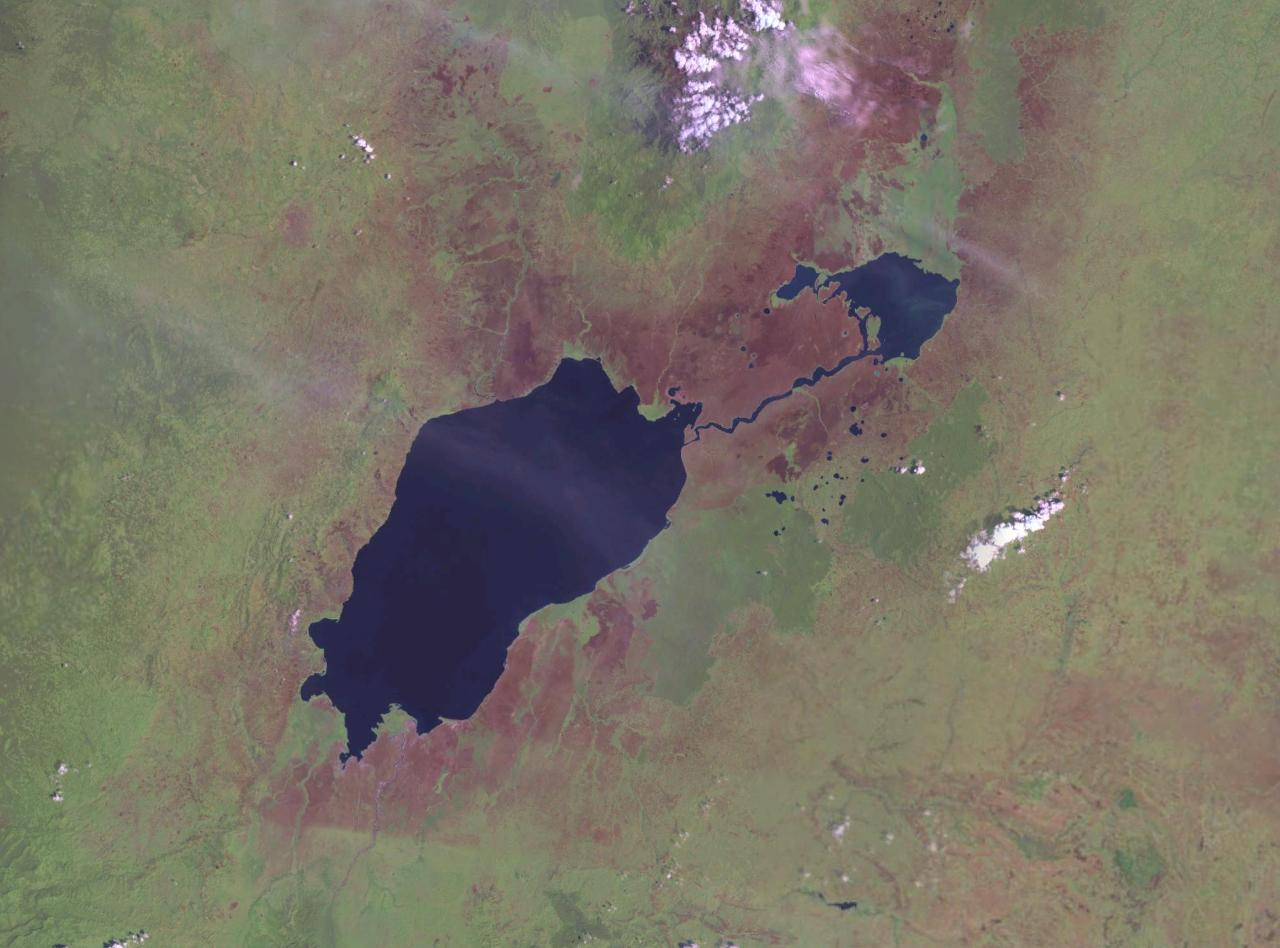
NASA ランドサットの画像。大きい方がエドワード湖で小さい方がジョージ湖。

ジョージ湖（ジョージこ、Lake George または Lake Dweru）は、ウガンダの南西部の大地溝帯にある湖である。総面積は250km²で、アフリカ大湖沼地域にあるが大湖沼には含まれないとされている。周辺の他の湖と同様に英国王室にちなんだ名前が付けられており、ジョージ湖はジョージ5世に由来する。ルウェンゾリ山地から発する多くの河川の水が流入するジョージ湖からはカジンガ水路を通って南西側にあるエドワード湖に流出している。
湖周辺にはゾウ、カバ、レイヨウが生息しており、旧北区の水鳥の越冬地でもある。1988年にラムサール条約登録地となった。